# Estação Warschauer Straße
Warschauer Straße é uma das estações terminais das linhas U1 e U3 da U-Bahn de Berlim, na Alemanha.